# Nationalpark Amboró
Der Nationalpark Amboró (Parque Nacional y Area Natural de Manejo Integrado Amboró) ist ein bolivianischer Nationalpark im östlichen Zentrum des Landes. Auf der Fläche von 4425 km² treffen in dem Schutzgebiet drei unterschiedlichen Ökosysteme aufeinander: die Voranden, die Trockenwälder und Flächen mit Dornbuschsavanne des Gran Chaco und das humide Amazonasbecken. Der Nationalpark Carrasco grenzt im Westen an Amboró; zusammen bilden die beiden Parks eine größere Schutzgebietseinheit.
Der Nationalpark wurde 1973 als „Naturreservat Tcnl. Germán Busch“ gegründet, seit 1984 ist er als Nationalpark ausgewiesen. Die Fläche des Nationalparks wurde 1991 und 1995 erweitert. Im Park gibt es einen Wasserfall von 40 m Höhe.

## Geographie
Der Nationalpark liegt im Westen des Departamento Santa Cruz 40 km westlich der Stadt Santa Cruz. Er umfasst außer dem nordöstlichen Teil der Cordillera Oriental die Vorandenketten der Serranía Tambora, der Sierra Matacarú sowie der Sierra Los Volcanes mit ihren zahlreichen Flusstälern und liegt damit in den östlichsten Ausläufern der gesamten Anden. Er erstreckt sich zwischen 300 und 3500 Meter über dem Meeresspiegel und weist eine jährliche Niederschlagsmenge zwischen 1400 und 4000 mm auf.
Zugänge für Touristen zu dem Park existieren von Norden über Buena Vista und von Süden über Samaipata.

## Flora und Fauna
Der Park hat eine sehr vielfältige Flora und Fauna, weil an dieser Stelle die drei großen Ökoregionen Amazonien, Anden und Chaco aufeinandertreffen. Es wurden etwa 2659 Pflanzenarten nachgewiesen, darunter 500 Orchideenarten, Socratea exorrhiza, Euterpe precatoria, Ceroxylon, Amerikanisches Mahagoni, Steineiben, Juglans boliviana und Baumfarne. Unter den 830 Vogelarten sind Rotohrara, Soldatenara, Andenklippenvogel und Hornhokko (Pauxi unicornis). 127 Säugetierarten einschließlich Jaguar, Puma, Ozelot, Brillenbär, Gürteltiere, Flachlandtapir, Großer Ameisenbär, Klammeraffen und 43 Arten von Fledermäusen, 135 Reptilien- sowie 173 Amphibienarten. Es gibt außerdem 109 Fischarten; in den letzten Jahren verringerte sich die Fischvielfalt jedoch dramatisch.
Mit der lokalen Bevölkerung werden Meliponikultur-Versuche mit Stachellosen Bienen auf dem Gebiet des Nationalparks Amboró durchgeführt.

## Geschichte und Schutzstatus
Im Jahr 1973 wurde ein Naturschutzgebiet auf dem Gebiet des heutigen Nationalparks gegründet, im Jahr 1991 wurde das Schutzgebiet vergrößert und dieses zu einem Nationalpark umgewandelt.
Zu Beginn bestand die Arbeit aus Flora- und Faunamonitoring und der Zählung der Bevölkerung im Park sowie einigen Informationskampagnen. In dieser Zeit wurden die Rangerstationen Mataracú, Saguayo, La Chonta und Macuñucú aufgebaut und mit insgesamt 10 Parkrangern besetzt.
Im Nationalpark Amboró wird ein zweistufiges Managementregime angewandt: die Kernzone des Nationalparks Amboró wird von einem Gebiet mit dem Status eines „Integrated Management Natural Area“ (IMNA) umgeben. Dies soll Waldrodungen verhindern. Zum Stand 2010 konnte anhand von Fernerkundungsdaten gezeigt werden, dass im Gebiet des Parks von 1986 bis 2001 nur sehr wenig Wald eingeschlagen wurde (−0,05 %/Jahr). Im angrenzenden IMNA im Tiefland wurde dagegen zwischen 1986 und 2006 viel mehr Wald gerodet (−1,05 % / Jahr). Der Autor der Studie führt den besseren Schutz im Nationalpark auf die Topographie und die fehlende Straßen innerhalb des Parks zurück.